# A-Jugend Handball-Bundesliga 2011/12
Die A-Jugend-Bundesliga im deutschen Handball wurde zur Saison 2011/12 vom Deutschen Handballbund eingeführt. Sie ersetzte die vorherigen Jugend-Regionalligen, die von den einzelnen Regionalverbänden ausgerichtet worden waren.

## Staffeleinteilung
| - ASV Senden - GWD Minden - HSC Recklinghausen - HSG Düsseldorf - HSG Handball Lemgo - HSG Menden/Lendringsen - HSG Varel - JSG Hastedt/Bremen - SG Solingen BHC - TSV Burgdorf - TUSEM Essen - TV Bissendorf-Holte | - 1. VfL Potsdam - Eintracht Hildesheim - HB Akademie Leipzig/Delitzsch - HSV Hamburg - HSV Insel Usedom - MTV Braunschweig - SC Magdeburg - SG Flensburg-Handewitt - SG Spandau/Füchse Berlin - THW Kiel - TSV Hannover-Anderten - VfL Bad Schwartau | - TVG JA Großwallstadt - HSG Dutenhofen/Münchholzhausen - HSG Hanau - HSG Rhein-Nahe-Bingen - HSG Völklingen - TSG Münster - TSV Bayer Dormagen - TuS Ferndorf - TuS Griesheim - TV Hüttenberg - TV Mülheim - VfL Gummersbach | - HC Erlangen - HG Oftersheim/Schwetzingen - HSG Konstanz - JSG Balingen/Weilstetten - JSG Echaz-Erms - SG BBM Bietigheim - SG Kronau/Östringen - SG Ottenheim/Altenheim - SG Pforzheim/Eutingen - TSG Friesenheim - TSV Haunstetten - TSV Wolfschlugen |

## Staffel Nord

### Tabelle
Die Tabelle der A-Jugend Bundesliga Nord 2011/2012 zeigt die Tabellenkonstellation.
Der Erst- und Zweitplatzierte am 22. Spieltag nahmen am Viertelfinale zur Deutschen Meisterschaft 2012 teil.
| ASV Senden |

| GWD Minden |

| HSC Recklinghausen |

| 2 |

| HSG Handball Lemgo |

| HSG Menden/Lendringsen |

| HSG Varel |

| JSG Hastedt/Bremen |

| SG Solingen BHC |

| TSV Burgdorf |

| 1 |

| TV Bissendorf- Holte |

| ASV Senden |

| GWD Minden |

| HSC Recklinghausen |

| 2 |

| HSG Handball Lemgo |

| HSG Menden/Lendringsen |

| HSG Varel |

| JSG Hastedt/Bremen |

| SG Solingen BHC |

| TSV Burgdorf |

| 1 |

| TV Bissendorf- Holte |

### Entscheidungen
|  | Teilnehmer am Viertelfinale um die Deutsche Meisterschaft/Teilnahme an der A-Jugend Bundesliga 2012/13 |
|  | Teilnahme an der A-Jugend Bundesliga 2012/13                                                           |

### Kreuztabelle
Die Kreuztabelle stellt die Ergebnisse aller Spiele dieser Saison dar. Die Heimmannschaft ist in der linken Spalte, die Gastmannschaft in der oberen Zeile aufgelistet.
| 2011/12                | Send    | Mind    | Reck    | Düss    | Lemg    | Mend    | Vare    | Hast    | Soli    | Burg    | Esse    | Biss    |
| ---------------------- | ------- | ------- | ------- | ------- | ------- | ------- | ------- | ------- | ------- | ------- | ------- | ------- |
| ASV Senden             |         | 28 : 29 | 24 : 28 | 30 : 28 | 35 : 34 | 33 : 29 | 40 : 26 | 27 : 35 | 30 : 23 | 38 : 29 | 33 : 35 | 25 : 28 |
| GWD Minden             | 35 : 27 |         | 27 : 27 | 45 : 24 | 36 : 29 | 35 : 23 | 48 : 25 | 35 : 23 | 37 : 22 | 38 : 31 | 36 : 22 | 42 : 29 |
| HSC Recklinghausen     | 25 : 23 | 24 : 34 |         | 31 : 26 | 31 : 32 | 32 : 24 | 41 : 21 | 27 : 33 | 34 : 28 | 37 : 26 | 32 : 28 | 35 : 28 |
| HSG Düsseldorf         | 26 : 44 | 24 : 42 | 25 : 31 |         | 27 : 34 | 22 : 29 | 39 : 33 | 22 : 36 | 22 : 23 | 28 : 39 | 22 : 33 | 33 : 34 |
| HSG Handball Lemgo     | 22 : 25 | 33 : 31 | 40 : 19 | 34 : 30 |         | 35 : 33 | 35 : 21 | 24 : 30 | 45 : 33 | 31 : 35 | 35 : 43 | 41 : 33 |
| HSG Menden/Lendringsen | 33 : 26 | 22 : 39 | 29 : 35 | 27 : 26 | 33 : 37 |         | 26 : 21 | 26 : 28 | 32 : 27 | 29 : 31 | 26 : 38 | 31 : 28 |
| HSG Varel              | 22 : 38 | 19 : 42 | 29 : 38 | 21 : 28 | 25 : 41 | 25 : 36 |         | 21 : 38 | 21 : 26 | 34 : 45 | 25 : 28 | 28 : 38 |
| JSG Hastedt/Bremen     | 22 : 25 | 28 : 30 | 32 : 28 | 40 : 28 | 30 : 29 | 25 : 24 | 37 : 16 |         | 36 : 22 | 28 : 28 | 35 : 26 | 38 : 32 |
| SG Solingen BHC        | 24 : 31 | 21 : 36 | 27 : 33 | 40 : 28 | 26 : 33 | 31 : 31 | 37 : 33 | 18 : 35 |         | 30 : 37 | 20 : 39 | 32 : 27 |
| TSV Burgdorf           | 40 : 36 | 37 : 32 | 24 : 23 | 38 : 21 | 36 : 36 | 43 : 35 | 42 : 22 | 26 : 26 | 35 : 31 |         | 39 : 26 | 50 : 32 |
| TUSEM Essen            | 31 : 30 | 29 : 28 | 38 : 29 | 32 : 21 | 32 : 32 | 28 : 26 | 34 : 31 | 29 : 23 | 33 : 29 | 36 : 34 |         | 40 : 34 |
| TV Bissendorf-Holte    | 31 : 38 | 32 : 48 | 31 : 39 | 36 : 29 | 33 : 35 | 33 : 36 | 54 : 32 | 27 : 31 | 41 : 41 | 37 : 35 | 38 : 43 |         |

| Heimsieg | Unentschieden | Auswärtssieg |

## Staffel Ost

### Tabelle
Die Tabelle der A-Jugend Bundesliga Ost 2011/2012 zeigt die Tabellenkonstellation.
Der Erst- und Zweitplatzierte am 22. Spieltag nahmen am Viertelfinale zur Deutschen Meisterschaft 2012 teil.
| 1. VfL Potsdam |

| Eintracht Hildesheim |

| HB Akademie Leipzig/Delitzsch |

| HSV Hamburg |

| HSV Insel Usedom |

| MTV Braunschweig |

| SC Magdeburg |

| SG Flensburg-Handewitt |

| SG Spandau/Füchse Berlin |

| THW Kiel |

| TSV Hannover-Anderten |

| VfL Bad Schwartau |

| 1. VfL Potsdam |

| Eintracht Hildesheim |

| HB Akademie Leipzig/Delitzsch |

| HSV Hamburg |

| HSV Insel Usedom |

| MTV Braunschweig |

| SC Magdeburg |

| SG Flensburg-Handewitt |

| SG Spandau/Füchse Berlin |

| THW Kiel |

| TSV Hannover-Anderten |

| VfL Bad Schwartau |

### Entscheidungen
|  | Teilnehmer am Viertelfinale um die Deutsche Meisterschaft/Teilnahme an der A-Jugend Bundesliga 2012/13 |
|  | Teilnahme an der A-Jugend Bundesliga 2012/13                                                           |

### Kreuztabelle
Die Kreuztabelle stellt die Ergebnisse aller Spiele dieser Saison dar. Die Heimmannschaft ist in der linken Spalte, die Gastmannschaft in der oberen Zeile aufgelistet.
| 2011/12                       | Pots    | Hild    | Leip    | Hamb    | Used    | Brau    | Magd    | Flen    | Span    | Kiel    | Hann    | Schw    |
| ----------------------------- | ------- | ------- | ------- | ------- | ------- | ------- | ------- | ------- | ------- | ------- | ------- | ------- |
| 1. VfL Potsdam                |         | 38 : 49 | 24 : 31 | 35 : 35 | 34 : 35 | 42 : 28 | 27 : 37 | 23 : 33 | 22 : 48 | 31 : 38 | 37 : 31 | 37 : 43 |
| Eintracht Hildesheim          | 39 : 32 |         | 33 : 33 | 36 : 36 | 46 : 28 | 39 : 31 | 27 : 35 | 26 : 27 | 26 : 37 | 21 : 35 | 25 : 25 | 30 : 28 |
| HB Akademie Leipzig/Delitzsch | 43 : 28 | 31 : 38 |         | 34 : 25 | 30 : 25 | 31 : 16 | 28 : 29 | 27 : 28 | 29 : 31 | 29 : 33 | 30 : 30 | 36 : 39 |
| HSV Hamburg                   | 36 : 30 | 33 : 39 | 26 : 33 |         | 32 : 33 | 31 : 21 | 18 : 43 | 23 : 40 | 30 : 41 | 25 : 35 | 31 : 34 | 29 : 28 |
| HSV Insel Usedom              | 27 : 39 | 31 : 33 | 25 : 29 | 31 : 37 |         | 35 : 16 | 22 : 36 | 21 : 30 | 26 : 48 | 29 : 40 | 28 : 27 | 23 : 36 |
| MTV Braunschweig              | 29 : 28 | 22 : 34 | 29 : 39 | 26 : 37 | 23 : 21 |         | 20 : 35 | 22 : 48 | 14 : 41 | 25 : 33 | 17 : 40 | 23 : 32 |
| SC Magdeburg                  | 38 : 27 | 36 : 28 | 37 : 24 | 35 : 24 | 35 : 20 | 45 : 22 |         | 26 : 20 | 23 : 35 | 27 : 31 | 38 : 34 | 30 : 27 |
| SG Flensburg-Handewitt        | 34 : 25 | 35 : 32 | 36 : 32 | 42 : 27 | 25 : 25 | 41 : 17 | 22 : 21 |         | 20 : 24 | 36 : 32 | 36 : 24 | 33 : 24 |
| SG Spandau/Füchse Berlin      | 50 : 28 | 37 : 29 | 41 : 26 | 42 : 21 | 45 : 23 | 43 : 18 | 30 : 23 | 31 : 24 |         | 34 : 30 | 36 : 27 | 34 : 23 |
| THW Kiel                      | 41 : 37 | 20 : 28 | 31 : 31 | 34 : 21 | 37 : 25 | 43 : 23 | 36 : 27 | 26 : 27 | 25 : 35 |         | 31 : 30 | 30 : 22 |
| TSV Hannover-Anderten         | 44 : 31 | 29 : 31 | 28 : 30 | 36 : 33 | 31 : 31 | 51 : 25 | 29 : 32 | 31 : 25 | 34 : 34 | 37 : 29 |         | 32 : 28 |
| VfL Bad Schwartau             | 43 : 39 | 42 : 34 | 36 : 31 | 41 : 31 | 40 : 36 | 35 : 25 | 26 : 32 | 25 : 28 | 17 : 40 | 27 : 25 | 32 : 32 |         |

| Heimsieg | Unentschieden | Auswärtssieg |

## Staffel West

### Tabelle
Die Tabelle der A-Jugend Bundesliga West 2011/2012 zeigt die Tabellenkonstellation.
Der Erst- und Zweitplatzierte am 22. Spieltag nehmen am Viertelfinale zur Deutschen Meisterschaft 2012 teil.
| TVG JA Großwallstadt |

| HSG Dutenhofen/Münchholzhausen |

| HSG Hanau |

| 2 |

| HSG Völklingen |

| TSG Münster |

| TSV Bayer Dormagen |

| TuS Ferndorf |

| TuS Griesheim |

| TV Hüttenberg |

| TV Mühlheim |

| 1 |

| TVG JA Großwallstadt |

| HSG Dutenhofen/Münchholzhausen |

| HSG Hanau |

| 2 |

| HSG Völklingen |

| TSG Münster |

| TSV Bayer Dormagen |

| TuS Ferndorf |

| TuS Griesheim |

| TV Hüttenberg |

| TV Mühlheim |

| 1 |

### Entscheidungen
|  | Teilnehmer am Viertelfinale um die Deutsche Meisterschaft/Teilnahme an der A-Jugend Bundesliga 2012/13 |
|  | Teilnahme an der A-Jugend Bundesliga 2012/13                                                           |

### Kreuztabelle
Die Kreuztabelle stellt die Ergebnisse aller Spiele dieser Saison dar. Die Heimmannschaft ist in der linken Spalte, die Gastmannschaft in der oberen Zeile aufgelistet.
| 2011/12                        | Groß    | Dute    | Hana    | Bing    | Völk    | Müns    | Dorm    | Fern    | Grie    | Hütt    | Mühl    | Gumm    |
| ------------------------------ | ------- | ------- | ------- | ------- | ------- | ------- | ------- | ------- | ------- | ------- | ------- | ------- |
| TVG JA Großwallstadt           |         | 25 : 23 | 36 : 26 | 37 : 31 | 36 : 28 | 41 : 25 | 28 : 27 | 32 : 19 | 36 : 21 | 30 : 25 | 33 : 17 | 36 : 36 |
| HSG Dutenhofen/Münchholzhausen | 30 : 29 |         | 24 : 28 | 29 : 29 | 33 : 24 | 27 : 27 | 24 : 35 | 35 : 29 | 45 : 21 | 27 : 30 | 31 : 24 | 29 : 37 |
| HSG Hanau                      | 21 : 30 | 26 : 19 |         | 28 : 24 | 26 : 33 | 32 : 28 | 30 : 30 | 30 : 22 | 28 : 29 | 27 : 28 | 34 : 28 | 27 : 35 |
| HSG Rhein-Nahe-Bingen          | 32 : 43 | 31 : 26 | 39 : 35 |         | 37 : 32 | 30 : 24 | 23 : 27 | 37 : 23 | 37 : 31 | 35 : 27 | 33 : 23 | 27 : 36 |
| HSG Völklingen                 | 25 : 40 | 29 : 27 | 32 : 31 | 37 : 30 |         | 0 : 0   | 26 : 33 | 34 : 28 | 36 : 29 | 24 : 27 | 32 : 31 | 38 : 38 |
| TSG Münster                    | 20 : 33 | 27 : 23 | 25 : 35 | 18 : 34 | 29 : 34 |         | 26 : 36 | 40 : 30 | 22 : 21 | 28 : 27 | 30 : 32 | 23 : 31 |
| TSV Bayer Dormagen             | 25 : 30 | 32 : 35 | 36 : 19 | 40 : 27 | 30 : 40 | 44 : 27 |         | 41 : 21 | 40 : 23 | 31 : 29 | 33 : 23 | 32 : 32 |
| TuS Ferndorf                   | 34 : 41 | 29 : 38 | 27 : 27 | 33 : 41 | 38 : 31 | 33 : 24 | 21 : 34 |         | 26 : 37 | 26 : 30 | 36 : 24 | 23 : 34 |
| TuS Griesheim                  | 28 : 46 | 35 : 25 | 37 : 32 | 28 : 26 | 30 : 35 | 25 : 21 | 29 : 33 | 38 : 27 |         | 25 : 39 | 24 : 24 | 20 : 35 |
| TV Hüttenberg                  | 32 : 30 | 32 : 30 | 32 : 38 | 32 : 25 | 31 : 31 | 43 : 20 | 27 : 33 | 36 : 30 | 35 : 31 |         | 28 : 21 | 34 : 33 |
| TV Mühlheim                    | 27 : 41 | 31 : 28 | 28 : 36 | 28 : 41 | 29 : 32 | 29 : 25 | 44 : 36 | 34 : 27 | 34 : 29 | 41 : 31 |         | 30 : 35 |
| VfL Gummersbach                | 32 : 31 | 40 : 30 | 40 : 23 | 36 : 29 | 40 : 25 | 40 : 28 | 35 : 27 | 37 : 33 | 52 : 29 | 27 : 21 | 39 : 28 |         |

| Heimsieg | Unentschieden | Auswärtssieg |

## Staffel Süd

### Tabelle
Die Tabelle der A-Jugend Bundesliga Süd 2011/2012 zeigt die Tabellenkonstellation.
Der Erst- und Zweitplatzierte am 22. Spieltag nehmen am Viertelfinale zur Deutschen Meisterschaft 2012 teil.
| HC Erlangen |

| HG Oftersheim/Schwetzingen |

| HSG Konstanz |

| JSG Balingen/Weilstetten |

| 1 |

| SG Bietigheim-Metterzimmern |

| SG Kronau/Östringen |

| SG Ottenheim/ Altenheim |

| SG Pforzheim /Eutingen |

| TSG Friesenheim |

| TSV Haunstetten |

| TSV Wolfschlugen |

| HC Erlangen |

| HG Oftersheim/Schwetzingen |

| HSG Konstanz |

| JSG Balingen/Weilstetten |

| 1 |

| SG Bietigheim-Metterzimmern |

| SG Kronau/Östringen |

| SG Ottenheim/ Altenheim |

| SG Pforzheim /Eutingen |

| TSG Friesenheim |

| TSV Haunstetten |

| TSV Wolfschlugen |

### Entscheidungen
|  | Teilnehmer am Viertelfinale um die Deutsche Meisterschaft/Teilnahme an der A-Jugend Bundesliga 2012/13 |
|  | Teilnahme an der A-Jugend Bundesliga 2012/13                                                           |

### Kreuztabelle
Die Kreuztabelle stellt die Ergebnisse aller Spiele dieser Saison dar. Die Heimmannschaft ist in der linken Spalte, die Gastmannschaft in der oberen Zeile aufgelistet.
| 2011/12                    | Erla    | Ofte    | Kons    | Bali    | Echa    | Biet    | Kron    | Otte    | Pfor    | Frie    | Haun    | Wolf    |
| -------------------------- | ------- | ------- | ------- | ------- | ------- | ------- | ------- | ------- | ------- | ------- | ------- | ------- |
| HC Erlangen                |         | 29 : 27 | 27 : 26 | 36 : 27 | 33 : 29 | 25 : 38 | 24 : 27 | 32 : 26 | 28 : 30 | 31 : 24 | 41 : 28 | 30 : 21 |
| HG Oftersheim/Schwetzingen | 29 : 22 |         | 37 : 20 | 35 : 23 | 36 : 29 | 31 : 33 | 22 : 34 | 24 : 25 | 15 : 21 | 29 : 28 | 35 : 27 | 29 : 28 |
| HSG Konstanz               | 21 : 45 | 34 : 22 |         | 27 : 30 | 29 : 36 | 35 : 37 | 29 : 42 | 40 : 28 | 23 : 37 | 29 : 36 | 36 : 38 | 28 : 35 |
| JSG Balingen/Weilstetten   | 29 : 26 | 27 : 27 | 33 : 29 |         | 39 : 31 | 33 : 34 | 26 : 33 | 31 : 31 | 30 : 31 | 26 : 40 | 37 : 29 | 28 : 31 |
| JSG Echaz-Erms             | 29 : 38 | 28 : 28 | 42 : 24 | 23 : 27 |         | 36 : 23 | 23 : 26 | 27 : 32 | 27 : 35 | 27 : 27 | 26 : 29 | 19 : 29 |
| SG BBM Bietigheim          | 34 : 26 | 30 : 29 | 39 : 34 | 30 : 39 | 32 : 25 |         | 38 : 34 | 27 : 34 | 33 : 29 | 32 : 41 | 36 : 30 | 29 : 39 |
| SG Kronau/Östringen        | 29 : 31 | 31 : 26 | 42 : 26 | 31 : 31 | 42 : 33 | 38 : 28 |         | 32 : 31 | 35 : 31 | 34 : 28 | 34 : 33 | 39 : 29 |
| SG Ottenheim/Altenheim     | 35 : 38 | 28 : 24 | 39 : 28 | 33 : 22 | 40 : 33 | 34 : 34 | 29 : 31 |         | 24 : 30 | 36 : 34 | 39 : 34 | 33 : 29 |
| SG Pforzheim/Eutingen      | 28 : 22 | 26 : 24 | 39 : 17 | 33 : 28 | 43 : 23 | 32 : 25 | 29 : 28 | 24 : 24 |         | 32 : 28 | 35 : 29 | 29 : 24 |
| TSG Friesenheim            | 24 : 24 | 28 : 32 | 41 : 27 | 32 : 23 | 38 : 30 | 31 : 36 | 23 : 31 | 27 : 35 | 26 : 33 |         | 37 : 27 | 29 : 30 |
| TSV Haunstetten            | 23 : 34 | 30 : 39 | 32 : 33 | 29 : 31 | 39 : 30 | 25 : 37 | 25 : 37 | 26 : 42 | 20 : 39 | 39 : 33 |         | 21 : 39 |
| TSV Wolfschlugen           | 30 : 26 | 30 : 27 | 43 : 29 | 33 : 27 | 34 : 23 | 32 : 30 | 34 : 41 | 35 : 34 | 26 : 29 | 37 : 22 | 39 : 27 |         |

## Viertelfinale

### Qualifizierte Teams
| Gruppen 1. GWD Minden SG Spandau/Füchse Berlin VfL Gummersbach SG Pforzheim/Eutingen | Gruppen 2. TUSEM Essen SG Flensburg-Handewitt TVG JA Großwallstadt SG Kronau/Östringen |

### Ausgeloste Spiele & Ergebnisse
Im Viertelfinale trifft immer ein Tabellenerster auf einen Tabellenzweiten einer anderen Staffel.
Die Gruppenersten haben das Recht, das Rückspiel zu Hause auszutragen.
Die Hinspiele fanden am 5./6. Mai 2012 statt, die Rückspiele am 12./13. Mai 2012.
| Mannschaft 1                             | Mannschaft 2                               | Hinspiel             | Rückspiel            | Gesamt  |
| ---------------------------------------- | ------------------------------------------ | -------------------- | -------------------- | ------- |
| SG Flensburg-Handewitt Bester Torschütze | GWD Minden Bester Torschütze               | 06.05. So. 13:00 Uhr | 12.05. Sa. 16:00 Uhr | 53 : 58 |
| SG Flensburg-Handewitt Bester Torschütze | GWD Minden Bester Torschütze               | 28 : 29 (10 : 18)    | 25 : 29 (13 : 16)    | 53 : 58 |
| SG Flensburg-Handewitt Bester Torschütze | GWD Minden Bester Torschütze               | -.--- Zuschauer      | 350 Zuschauer        | 53 : 58 |
| TUSEM Essen Bester Torschütze            | SG Spandau/Füchse Berlin Bester Torschütze | 05.05. Sa. 18:00 Uhr | 13.05. So. 15:45 Uhr | 46 : 81 |
| TUSEM Essen Bester Torschütze            | SG Spandau/Füchse Berlin Bester Torschütze | 21 : 43 (11 : 21)    | 25 : 38 (13 : 16)    | 46 : 81 |
| TUSEM Essen Bester Torschütze            | SG Spandau/Füchse Berlin Bester Torschütze | 600 Zuschauer        | 650 Zuschauer        | 46 : 81 |
| TVG JA Großwallstadt Bester Torschütze   | SG Pforzheim/Eutingen Bester Torschütze    | 06.05. So. 16:00 Uhr | 13.05. So. 16:00 Uhr | 60 : 49 |
| TVG JA Großwallstadt Bester Torschütze   | SG Pforzheim/Eutingen Bester Torschütze    | 26 : 24 (14 : 10)    | 34 : 25 (17 : 14)    | 60 : 49 |
| TVG JA Großwallstadt Bester Torschütze   | SG Pforzheim/Eutingen Bester Torschütze    | 400 Zuschauer        | 500 Zuschauer        | 60 : 49 |
| SG Kronau/Östringen Bester Torschütze    | VfL Gummersbach Bester Torschütze          | 06.05. So. 16:00 Uhr | 12.05. Sa. 16:30 Uhr | 61 : 73 |
| SG Kronau/Östringen Bester Torschütze    | VfL Gummersbach Bester Torschütze          | 36 : 36 (14 : 16)    | 25 : 37 (11 : 15)    | 61 : 73 |
| SG Kronau/Östringen Bester Torschütze    | VfL Gummersbach Bester Torschütze          | 400 Zuschauer        | 450 Zuschauer        | 61 : 73 |

## Halbfinale

### Qualifizierte Teams
| GWD Minden SG Spandau/Füchse Berlin VfL Gummersbach TVG JA Großwallstadt |

### Ausgeloste Spiele & Ergebnisse
Die Hinspiele fanden am 19./20. Mai 2012 statt, die Rückspiele am 3. Juni 2012.
| Mannschaft 1                           | Mannschaft 2                             | Hinspiel             | Rückspiel            | Gesamt  |
| -------------------------------------- | ---------------------------------------- | -------------------- | -------------------- | ------- |
| VfL Gummersbach Bester Torschütze      | GWD Minden Bester Torschütze             | 19.05. Sa. 17:00 Uhr | 03.06. Sa. 16:00 Uhr | 69 : 63 |
| VfL Gummersbach Bester Torschütze      | GWD Minden Bester Torschütze             | 34 : 32 (-- : --)    | 35 : 31 (-- : --)    | 69 : 63 |
| VfL Gummersbach Bester Torschütze      | GWD Minden Bester Torschütze             | -.--- Zuschauer      | -.--- Zuschauer      | 69 : 63 |
| TVG JA Großwallstadt Bester Torschütze | SG Spandau/Füchse Berlin Fabian Wiede 17 | 20.05. So. 16:00 Uhr | 03.06. Sa. 16:00 Uhr | 50 : 79 |
| TVG JA Großwallstadt Bester Torschütze | SG Spandau/Füchse Berlin Fabian Wiede 17 | 29 : 35 (15 : 19)    | 21 : 44 (10 : 21)    | 50 : 79 |
| TVG JA Großwallstadt Bester Torschütze | SG Spandau/Füchse Berlin Fabian Wiede 17 | 800 Zuschauer        | 350 Zuschauer        | 50 : 79 |

## Finale

### Qualifizierte Teams
Für das Finale qualifiziert waren:
| SG Spandau/Füchse Berlin VfL Gummersbach |

### Ergebnisse
Das Hinspiel fand am 10. Juni 2012 statt. Das Rückspiel fand am 16. Juni 2012 statt.
| Mannschaft 1             | Mannschaft 2    | Hinspiel             | Rückspiel            | Gesamt  |
| ------------------------ | --------------- | -------------------- | -------------------- | ------- |
| SG Spandau/Füchse Berlin | VfL Gummersbach | 10.06. So. 16:00 Uhr | 16.06. Sa. 17:00 Uhr | 76 : 69 |
| SG Spandau/Füchse Berlin | VfL Gummersbach | 37 : 34 (20 : 17)    | 39 : 35 (15 : 16)    | 76 : 69 |

### Hinspiel
SG Spandau/Füchse Berlin – VfL Gummersbach  37:34 (20:17)
10. Juni 2012 in Berlin, Lilli-Hennoch-Sporthalle, -.--- Zuschauer
SG Spandau/Füchse Berlin:
VfL Gummersbach: Orlowski (14/1), Schröter (8/1), Mladenović (3), Heyme (3), Wiencek (2), Müller (2), Bergerhoff (1), Jaeger (1)
Schiedsrichter:  Robert Schulze & Tobias Tönnies

### Rückspiel
VfL Gummersbach – SG Spandau/Füchse Berlin  35:39 (16:15)
16. Juni 2012 in Gummersbach, Eugen-Haas-Halle, 1.700 Zuschauer
VfL Gummersbach: Orlowski (14/1), Mladenović (9), Jaeger (5), Heyme (3), Schröter (2), David Wiencek (2)
SG Spandau/Füchse Berlin: Skroblien (10), Thümmler (7), Wiede (7/1), Milde (4), Drux (3), Dömeland (3), Weyhrauch (2), Bauer (1), Schmöker (1), Siewert (1)
Schiedsrichter:  Fabian Baumgart & Sascha Wild